# El muerto vivo
El muerto vivo és una cançó en castellà originària de Colòmbia que va popularitzar Peret en publicar-ne una versió adaptada a la rumba catalana el 1966. El músic mataroní va incloure el tema a una de les seves primeres gravacions, l'extended play de 45 rpm i quatre cançons La fiesta no es para feos (Discophon, 1966) i, un any més tard, al seu primer LP, l'homònim Peret de 1967 (integrat per una selecció de cançons que ja havia editat en senzills o EPs anteriors).
La lletra de la cançó fa referència a un fet real esdevingut al departament d'Antioquia, a Colòmbia. La versió d'en Peret, més popular que no pas l'original, ha estat definida com a «probablement una de les rumbes catalanes per antonomàsia, de les més conegudes, cantades i ballades en la història pública del gènere». Poc abans de morir, Peret va demanar que al seu enterrament, el grup que l'acostumava a acompanyar en els seus concerts cantés El muerto vivo i Porque yo me iré.

## Història
El tema original fou creat el 1965 pel compositor i director d'orquestra colombià Guillermo González Arenas per al Trío Venezuela. Més tard, altres artistes gravaren la peça, entre ells el cantant cubà Rolando Laserie «el Guapachoso». Fou en un disc d'aquest cantant on Peret la va descobrir i va decidir adaptar-la a la rumba.
A banda de les versions originals del Trío Venezuela i Rolando Laserie, la posterior versió "rumbera" d'en Peret ha estat represa per nombrosos cantants i grups musicals al llarg de la història. El mateix Peret l'anà arranjant de formes diverses, entre elles una d'inclosa al seu disc De los cobardes nunca se ha escrito nada (Universal), editat el 2009. Aquell mateix any, Peret en llançà un videoclip, dirigit per Paloma Zapata, en què interpreta el tema acompanyat de Marina, la cantant d'Ojos de Brujo.
Entre les moltes versions d'altres artistes, hi ha per exemple les de Los Manolos, La Troba Kung-Fú, Muchachito Bombo Infierno o Sabor de Gràcia. També, com a homenatge a Peret, Joan Manuel Serrat i Joaquín Sabina la interpretaren als concerts d'una gira conjunta que varen fer el 2007 i l'enregistraren al disc que en varen treure el 2008, Dos pájaros de un tiro.
El 5 d'octubre del 2017, al programa Polònia de TV3 n'aparegué una versió satírica que denunciava la repressió policial espanyola durant el Referèndum sobre la independència de Catalunya de l'1-O. A l'esquetx, Manel Lucas hi apareix caracteritzat de general Franco i interpreta la cançó acompanyat de membres de la policia espanyola i el rei Felip VI d'Espanya, ironitzant amb el fet que la gent es pensava que en Franco era mort però, en realitat -parodiant la cèlebre tornada de la cançó d'en Peret-, «No estaba muerto, no, no, estaba el domingo en Barna».

## Homenatge pòstum
El 27 d'agost del 2017, coincidint amb el tercer aniversari de la mort de Peret, els impulsors del documental Yo soy la rumba (el qual estava previst de finançar-se per mitjà de Verkami) gravaren un vídeo en què una trentena de músics li retien homenatge tot interpretant El muerto vivo. Al vídeo hi apareixen Dyango, Lucrecia, El Sebas de la calle, Daniel Pubill, Santa Salvat Pubill, Miliu Calabuch, Jon Jonn - Catalan Rumba - Rumba Bona, Nico Ramirez, Antoni Canelles Sales, Oscar Torres, Muchachito Bombo Infierno, Miguel Angel Arnaiz, Cecília Ramos, Javier Primperan, Jose Luis Serrano, Paco Aguilera, Compays, Luis Miguel Morales, Cristina Cantadoy Soler, Inocencio Reyes, Rumba Tres, Los Manolos, Yves Grall, Chele, Jesús Martínez, Kamelay Grup de Rumbes, Jose Arriki Taun, Manuel Malou i Lady Gipsy.